# Menora (Jahrbuch)
Die Menora war ein Jahrbuch für deutsch-jüdische Geschichte. Es wurde im Auftrag des Moses Mendelssohn Zentrums für europäisch-jüdische Studien (MMZ) durch die Wissenschaftler Karl Erich Grözinger, Gert Mattenklott und Julius H. Schoeps herausgegeben. Bis 1996 gehörte auch das Salomon Ludwig Steinheim-Institut zu den beteiligten Körperschaften.
Von 1990 bis 1995 wurde das Jahrbuch im Piper Verlag in München/Zürich und von 1996 bis 2006 beim Philo Verlag in Bodenheim/Berlin/Wien verlegt, ab 2000 als Schriftenreihe. Redakteurin war die Historikerin Ines Sonder.
Im Jahrbuch erschienen Aufsätze zur Geschichte der Juden in Deutschland und zu den deutsch-israelischen Beziehungen. Bis 2000 hatten die Ausgaben regionale Schwerpunkte.